# Флаг Левокумского муниципального округа
Флаг Левокумского муниципального округа Ставропольского края Российской Федерации — опознавательно-правовой знак, составленный и употребляемый в соответствии с вексиллологическими правилами, служащий официальным символом муниципального образования.
Утверждён 22 апреля 2014 года как флаг Левокумского муниципального района и 20 февраля 2015 года внесён в Государственный геральдический регистр РФ с присвоением регистрационного номера 10170.
Согласно решению совета Левокумского муниципального округа Ставропольского края от 1 октября 2020 г. № 16, данный флаг используется в качестве символа округа.

## Описание
Флаг представляет собой прямоугольное жёлтое полотнище с соотношением ширины и длины 2:3, на нём две перекрещивающиеся голубые полосы в 1/7 ширины флага, горизонтальная относительно центра смещена вниз, вертикальная — относительно центра смещена к древку. Вверху справа — птица (стрепет) естественных цветов, с красным клювом, летящая к древку, внизу слева — пурпурная гроздь винограда о одиннадцати ягод 2:3:3:2:1, с зелёным черенком, обращённым к древку.— Решение совета Левокумского муниципального района от 22 апреля 2014 № 92

## Обоснование символики
Флаг разработан на основе герба Левокумского района, отражающего языком символов и аллегорий культурные, исторические и экономические особенности муниципального образования. Символика фигур флага многозначна.
Жёлтый цвет полотнища флага указывает на сельскохозяйственную специфику района. Этот цвет ассоциируется с цветом пшеничного колоса и бараньей шкуры (руна), являющимися символами зернового хозяйства и животноводства, а также означает богатство и изобилие.
Перекрещивающиеся полосы голубого цвета обозначают реку Куму, Терско-Кумский и Кумо-Манычский каналы.
Стрепет — символ любви жителей района к свободе и степным просторам. 1/3 всей популяции стрепета приходится на территорию Ставропольского края, при этом в Левокумском районе сконцентрирован ареал этих птиц.
Гроздь винограда символизирует развитое в районе виноградарство (по некоторым данным, здесь производится примерно половина всего вина, выпускаемого на Ставрополье). Пурпурный цвет грозди символизирует качество левокумского вина, а также духовное и светское величие местного населения. Одиннадцать ягод — число сельских поселений, входивших в состав района.

## История

### Проекты 2011—2012 годов
В 2011 году администрация Левокумского муниципального района организовала проведение конкурса на лучшие проекты официальных символов муниципального образования. Однако конкурс не принёс положительных результатов, и руководство района приняло решение привлечь к участию в этой работе профессионального художника-геральдиста С. Е. Майорова.

Проект флага Левокумского муниципального района
(художник С. Е. Майоров)

11 ноября 2011 года на сайте районной администрации было опубликовано обращение к жителям Левокумского района с предложением рассмотреть и обсудить разработанные С. Е. Майоровым проекты эскизов герба и флага. В 2012 году там же был размещён проект решения о районной символике с таким описанием флага:

Флаг с соотношением сторон 2:3 четверочастно разделён на золото (жёлтый) — пурпур (пурпурный) — золото (жёлтый) — пурпур (пурпурный), несущий в себе фигуры герба — четверочастный штабовый крест переменных цветов, сопровождаемый по углам: вверху справа золотой (жёлтой) геральдической лилией, внизу слева — гроздью винограда о тринадцати ягод (3:4:3:2:1) с черенком влево того же металла.— Проект решения совета Левокумского муниципального района Ставропольского края от 2012 года
Четверочастный крест олицетворял «реку Куму, пересечённую Терско-Кумским и Кумо-Манычским каналами» и указывал на «название Ставропольского края, происходящее от города Ставрополя, который в переводе с греческого означает „город креста“». Геральдическая лилия из герба Бургундии и кисть винограда символизировали развитое в районе виноделие, зародившееся в середине XVIII века, когда помещик П. М. Скаржинский начал засаживать местные виноградники лозами, заказанными во Франции. Согласно одному из исторических преданий, вино первого урожая Скаржинский представил императорскому двору. Императрица Екатерина II высоко оценила вкусовые качества напитка, который, по её мнению, «ничуть не уступал знаменитому бургонскому». В соответствии с пожеланием Екатерины, одно из сёл, где выращивался привезённый из Бургундии виноград, было названо Бургон-Маджары (позже название было изменено на Бургун-Маджары).
Этот проект, как и ряд других вариантов, подготовленных С. Е. Майоровым, не нашёл поддержки со стороны депутатов совета Левокумского муниципального района. По решению совета, принятому на депутатских слушаниях в октябре 2012 года, проект отправили на доработку.

### Флаг 2014 года
28 марта 2014 года на заседании геральдической комиссии при губернаторе Ставропольского края художник С. Е. Майоров и начальник отдела культуры администрации Левокумского района Н. Ф. Тивикова представили проект герба следующего содержания:

В пересечённом пурпурно-золотом щите по линии деления пониженный узкий (штабовый) лазоревый пояс, сопровождаемый по сторонам вверху летящей вправо серебряной птицей (стрепетом), внизу — пурпурной гроздью винограда о одиннадцать ягодах 2:3:3:2:1 с зелёным черенком, обращенным влево.— Протокол № 30 заседания геральдической комиссии при губернаторе Ставропольского края (28 марта 2014 года)
На основе этого герба также был разработан флаг района. Комиссия одобрила предложенную символику и рекомендовала направить герб и флаг в Геральдический совет при Президенте Российской Федерации. Однако позже, из-за опасений, что деление щита на две части может быть истолковано государственной Герольдией как наличие в поле щита двух гербов, С. Е. Майорову пришлось разработать новый вариант, взяв за основу прежнюю концепцию.
22 апреля 2014 года герб и флаг Левокумского муниципального района были утверждены на заседании районного совета. В окончательном варианте символики использовалась более «мягкая» цветовая гамма — золото и лазурь (вместо золота и пурпура, применённых в предыдущем проекте). На жёлтом полотнище флага появились горизонтальная и вертикальная полосы голубого цвета. Образы стрепета и винограда были сохранены, но фигура птицы, помещённая на гербе и флаге, была уже не серебряной, а естественных цветов. Вместе с С. Е. Майоровым в работе над гербом и флагом принимали участие Н. И. Кукуемцев, главный архитектор Левокумского района, и Р. В. Габеев, выполнивший компьютерную прорисовку эскизов.
Флаг района не получил одобрения Геральдического совета при Президенте РФ, «так как в нём фигура креста была изменена по отношению к гербу». После доработки он был внесён в Государственный геральдический регистр 20 февраля 2015 года под номером 10170.
16 марта 2020 года все муниципальные образования Левокумского района были объединены Левокумский муниципальный округ.
Решением совета Левокумского муниципального округа Ставропольского края от 1 октября 2020 г. № 16 установлено использовать в качестве официальных символов округа герб и флаг Левокумского муниципального района.